# 로제 샤르티에

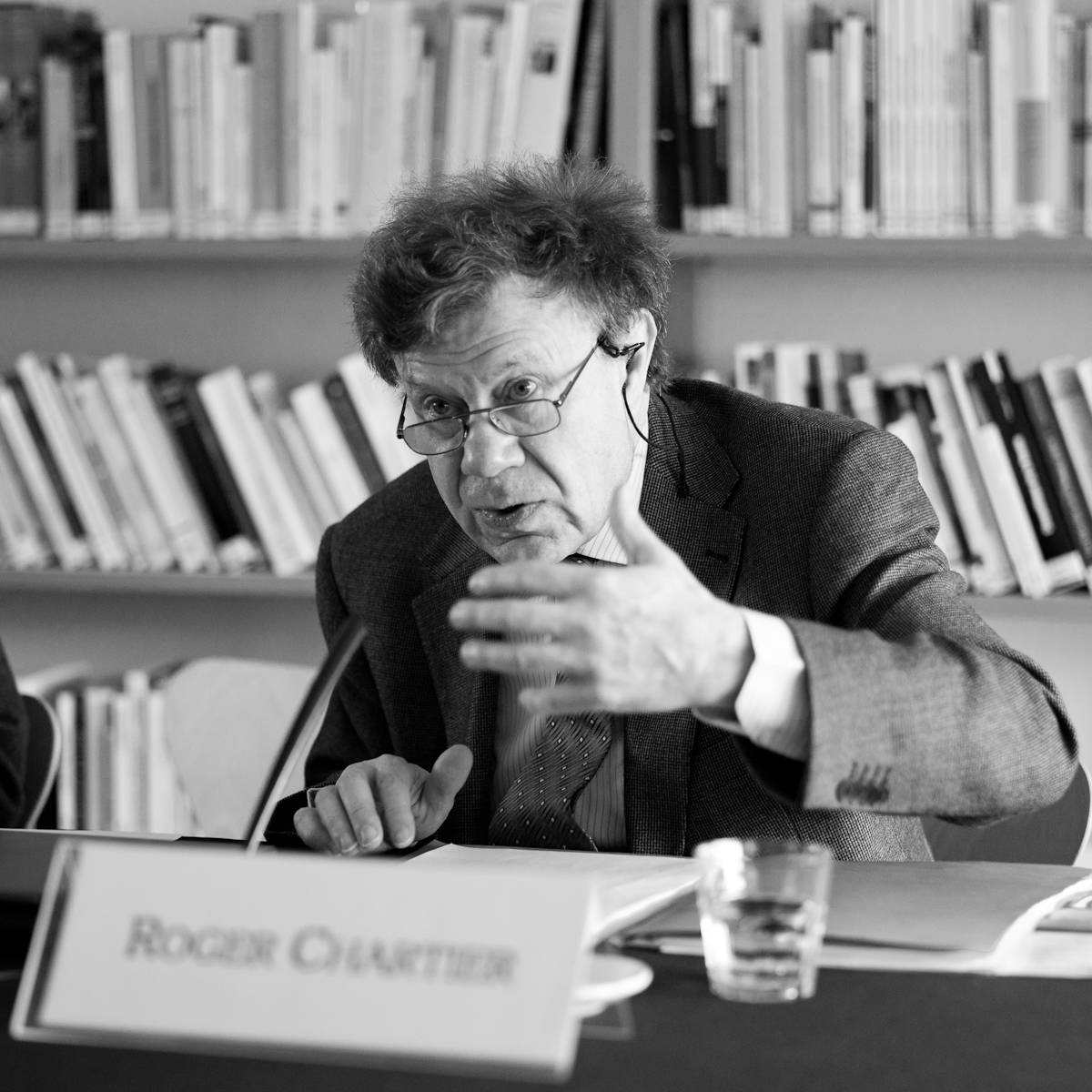
2011년의 샤르티에

로제 샤르티에(프랑스어: Roger Chartier, 1945년 12월 9일~)는 프랑스의 역사가이다. 1945년 리옹에서 태어났다. 아날학파 제4세대의 선두주자로 현재 프랑스 역사학계를 주도하고 있는 대표적인 학자로서, 사회과학고등연구원의 교수이자 2007년부터는 콜레주 드 프랑스의 '근대 유럽의 글쓰기와 문화' 교수에 임명되었다. 앙시앵 레짐의 교육, 책, 독서의 역사에 대해 많은 연구서를 출간했고, 앙시앵 레짐 사회의 문화 관행에 대한 연구에 전념했다. 대표적인 저서로는 《관행과 표상 사이의 문화사》, 《16~18세기 프랑스 교육의 역사》, 《프랑스 출판의 역사》, 《앙시앵 레짐의 독자와 독서》, 《프랑스 근대 초 인쇄의 문화적 이용》 등이 있다.